# Hohndorf (Ebersbach)
Hohndorf ist ein Ortsteil der Gemeinde Ebersbach im Landkreis Meißen in Sachsen.

## Geschichte
Hohndorf wurde 1283 erstmals erwähnt und seit circa 1350 besiedelt.
Am 1. Juli 1950 wurde Hohndorf nach Beiersdorf eingemeindet. Die Gemeinde Beiersdorf wurde wiederum am 1. Januar 1999 nach Ebersbach eingemeindet.